# Passage de la Canopée
Passage de la Canopée je ulice nacházející se v 1. pařížském obvodu.

## Umístění
Jedná se o průchod pod Canopée nad obchodním centrem Forum des Halles mezi ulicemi Rue Rambuteau a Rue Berger.